# Графство Щернберг
Графството Щернберг (на немски: Grafschaft Sternberg) е средновековна територия източно от Лемго в Северен Рейн-Вестфалия, Германия.
През 1812 – 1879 г. тази територия е част от Княжество Липе.
Територията е от ок. 1240 г. е собственост на странична линия на графовете на Шваленберг. Граф Хайнрих I фон Шваленберг († 1279) построява замък Щернберг. От 1243 г. той се нарича edelher de Sterrenbergh. Главен град е Бьозингфелд, който те построяват и през 1252 г. издигат на град, но градът загубва този статус през 15 век. Графовете от Щернберг построяват и градовете Барнтруп между 1317 и 1359 г. и Алвердисен, който през 1370 г. издигат на град.
През 1377 г. последният граф, Хайнрих V фон Щернберг, продава тази собственост на гафовете на Шаумбург. Други територии графовете продават на фамилията Дом Липе.
Между 1648 и 1652 г. собственик на графство Щернберг e Йохан Бернхард.
През 1733 и 1771 г. гарфовете на Липе залагат графство Щернберг на Курфюрство Хановер. През 1947 г. е част от Северен Рейн-Вестфалия.